# روكو باباليو
روكو باباليو (بالإيطالية: Rocco Papaleo) هو كاتب سيناريو ومغنيمخرج وممثل إيطالي، ولد في 16 أغسطس 1958 بلاوريا في إيطاليا.

## ترشيحات
ترشيحات
- David di Donatello for Best Short Film [الإنجليزية]‏ (2001)
- جائزة ديفيد دي دوناتيلو عن فئة أفضل فيلم [الإنجليزية]‏ (2011)

## وصلات خارجية
- روكو باباليو على موقع IMDb (الإنجليزية)
- روكو باباليو على موقع ألو سيني (الفرنسية)
- روكو باباليو على موقع ميوزك برينز (الإنجليزية)
- روكو باباليو على موقع أول موفي (الإنجليزية)
- روكو باباليو على موقع ديسكوغز (الإنجليزية)
- روكو باباليو على موقع قاعدة بيانات الفيلم (الإنجليزية)
- روكو باباليو على موقع كينوبويسك (الروسية)